# Carcinarctia
Carcinarctia is een geslacht van vlinders van de familie spinneruilen (Erebidae), uit de onderfamilie Arctiinae.

## Soorten
- C. kivuensis Joicey & Talbot, 1924
- C. laeliodes Hampson, 1916
- C. metamelaena Hampson, 1901
- C. rougeoti de Toulgoët, 1977
- C. rufa Joicey & Talbot, 1921